# Jonas Šliūpas
Jonas Šliūpas (ur. 23 lutego 1861 w Rakandžiai pod Szawlami, zm. 6 listopada 1944 w Berlinie) – litewski lekarz, publicysta i polityk, profesor medycyny, działacz litewskiego odrodzenia narodowego. W latach 1933–1940 burmistrz Połągi. 

## Życiorys
W latach 1880–1883 kształcił się na uniwersytetach w Moskwie, Petersburgu i Genewie. W młodości związał się z ruchem socjaldemokratycznym. W 1884 przeprowadził się do USA, gdzie mieszkał do wybuchu I wojny światowej. W 1891 ukończył studia na Uniwersytecie Maryland, następnie pracował jako lekarz w Scranton w stanie Pensylwania. W 1904 był przedstawicielem Litewskiej Partii Socjaldemokratycznej (LSDP) na Kongresie Międzynarodówki. 
W 1921 powrócił na Litwę. Został nauczycielem w państwowych gimnazjach w Szawlach i Birżach. Rozpoczął pracę na Uniwersytecie Witolda Wielkiego. Współpracował z gazetami "Šiaulių naujienos" (pol. Nowiny Szawelskie; 1923–1928) i "Laisvoji mintis" (Wolna Myśl, 1933–1941). 
Ze względu na liberalne przekonania był postacią kontrowersyjną w zdominowanej przez chadecję i narodowców Litwie. Zainteresowanie budziły jego oryginalne koncepcje światopoglądowe: krytykował kościół katolicki i religię chrześcijańską.
Od 1933 do 1940 piastował urząd burmistrza Połągi.

## Publikacje
- "Tikyba ar moksklas" (Wiara i nauka, 1895 – książka potępiona przez litewski kościół katolicki)
- "Lietuvių tauta senovėje ir šiandien" (Naród litewski dawniej i dziś)